# Корана (Италия)
Корана (итал. Corana) — коммуна в Италии, располагается в регионе Ломбардия, в провинции Павия.
Население составляет 777 человек (2008 г.), плотность населения составляет 60 чел./км². Занимает площадь 13 км². Почтовый индекс — 27050. Телефонный код — 0383.
В коммуне 15 августа особо празднуется Успение Пресвятой Богородицы.

## Демография
Динамика населения:

## Администрация коммуны
- Официальный сайт: